# Filippo Preziosi
Filippo Preziosi (* 14. April 1968 in Perugia) ist ein italienischer Ingenieur und aktuell Generaldirektor von Ducati Corse, der Rennabteilung des italienischen Motorradherstellers Ducati.

## Karriere
Filippo Preziosi wuchs in Perugia in Umbrien auf. Nachdem er sein Maschinenbau-Studium an der Universität Bologna abgeschlossen hatte, wurde er im Jahr 1994 vom Motorradhersteller Ducati im Bologneser Stadtteil Borgo Panigale engagiert.
Seine erste Aufgabe bei Ducati war die eines Gruppenleiters im Team, das für die Straßenversionen der in der Superbike-Weltmeisterschaft eingesetzten 916 verantwortlich war. Danach war er an der Entwicklung von Motor und Maschine der Rennversionen der 996 und 998 beteiligt.
Im Zeitraum von 1996 bis 1999 widmete sich Preziosi als Chef der technischen Abteilung neben der Konstruktion der Rennmotorräder auch der Gestaltung der Straßenmaschinen. Dabei war er insbesondere für die Entwicklung des Testastretta-Motors von Straßen- und Rennversion der 998 verantwortlich.
Im Jahr 1999 wurde Filippo Preziosi Technischer Direktor von Ducati Corse, der Rennabteilung von Ducati. In dieser Position war er für die Konstruktion und die Entwicklung der Rennversion der 999 für die Superbike-WM sowie der 990-cm³-Desmosedici für die MotoGP-Klasse der Motorrad-Weltmeisterschaft, in die der italienische Hersteller zur Saison 2003 einstieg, verantwortlich.
Seit 2003 ist Filippo Preziosi Generaldirektor von Ducati Corse und federführend an der Entwicklung der MotoGP-Maschine Desmosedici beteiligt. Zur Saison 2007 wurde das Hubraumlimit der MotoGP-Klasse von 990 auf 800 cm³ reduziert. Alle Hersteller waren gezwungen, ganz neue Motoren und Maschinen zu konstruieren. Preziosis Desmosedici GP7 war besonders zu Saisonbeginn der Konkurrenz der großen japanischen Hersteller Honda, Kawasaki, Suzuki und Yamaha weit überlegen. Der Australier Casey Stoner fuhr am Saisonende mit zehn Siegen bei 18 Rennen überlegen den ersten Fahrertitel überhaupt in der Motorrad-WM für die Italiener ein und wurde somit erster Weltmeister in der Königsklasse des Motorradsports auf einem italienischen Fabrikat seit Phil Read 1974 auf MV Agusta.
Auch für die Straßenversion der Desmosedici, die Desmosedici RR zeichnete er verantwortlich.
Seit einem Motorrad-Unfall im Jahr 2000 in Afrika ist Preziosi querschnittgelähmt.